# Шатонёф-Вильвьей
Шатонёф-Вильвьей (фр. Châteauneuf-Villevieille) — коммуна на юго-востоке Франции в регионе Прованс — Альпы — Лазурный берег, департамент Приморские Альпы, округ Ницца, кантон Конт.
Площадь коммуны — 8,38 км², население — 822 человека (2006) с тенденцией к росту: 896 человек (2012), плотность населения — 106,9 чел/км².

## Население
Население коммуны в 2011 году составляло — 891 человек, а в 2012 году — 896 человек.
| 1962 | 1968 | 1975 | 1982 | 1990 | 1999 | 2006 | 2011 | 2012 |
| ---- | ---- | ---- | ---- | ---- | ---- | ---- | ---- | ---- |
| 206  | 225  | 260  | 402  | 571  | 684  | 822  | 891  | 896  |

Динамика численности населения:

## Экономика
В 2010 году из 541 человек трудоспособного возраста (от 15 до 64 лет) 431 были экономически активными, 110 — неактивными (показатель активности 79,7 %, в 1999 году — 66,2 %). Из 431 активных трудоспособных жителей работали 405 человек (209 мужчин и 196 женщин), 26 числились безработными (11 мужчин и 15 женщин). Среди 110 трудоспособных неактивных граждан 37 были учениками либо студентами, 42 — пенсионерами, а ещё 31 — были неактивны в силу других причин.
На протяжении 2010 года в коммуне числилось 320 облагаемых налогом домохозяйств, в которых проживало 809,5 человек. При этом медиана доходов составила 22 тысячи 843 евро на одного налогоплательщика.